# Премия Европейской киноакадемии лучшему сценаристу
Лучшая работа сценариста — была учреждена в 1988 году, награждается лучшему сценаристу по мнению жюри Европейской киноакадемии.

## Лауреаты премии «Лучший сценарист» 1988—1989
- 1988
  - Луи Маль — До свидания, дети
  - Мануэл ди Оливейра — Каннибалы
  - Теренс Дэвис — Далекие голоса, застывшие жизни
  - Франко Бернини, Даниэле Лукетти и Анджело Пасквини — Это случится завтра
  - Вольфганг Хельд — Раздели бремя ближнего
- 1989
  -  Мария Хмелик — Маленькая Вера
  - Тео Ангелопулос, Тонино Гуэрра и Танасис Вальтинос — Пейзаж в тумане
  - Геза Беременьи — Эльдорадо
  - Трейн Бертелсонн — Магнус
  - Мацей Дейчер и Цезари Харасимович — 300 миль до неба

## Лауреаты премии «Лучший сценарист» 1990—1999
- 1990
  - Виталий Каневский — Замри — умри — воскресни!
  - Рышард Бугайский и Януш Дымек — Допрос
  - Этьен Глейсер, Мадлен Густафссон и Сузанне Остен — Ангел-хранитель
- 1991
  - Жако ван Дормель — Тото-герой
- 1992
  - Иштван Сабо — Милая Эмма, дорогая Бёбе – Наброски, обнаженные фигуры
- С 1993 по 1995
  - Премия не присуждалась.
- 1996
  - Сергей Бодров, Ариф Алиев и Борис Гиллер — Кавказский пленник (фильм, 1996)
- 1997
  - Крис Вандер Стаппен и Ален Берлинер — Моя жизнь в розовом цвете
  - Андрей Курков — Приятель покойника
  - Адемир Кенович и Абдула Сидран — Идеальный круг
- 1998
  - Питер Хауитт — Осторожно, двери закрываются
  - Жан-Пьер Бакри и Аньес Жауи — Известные старые песни
  - Ларс фон Триер — Идиоты
  - Алекс ван Вармердам — Малыш Тони
- 1999
  - Иштван Сабо и Израэль Хоровиц — Вкус солнечного света
  - Аюб Кхан-Дин — Восток есть Восток
  - Саша Гедеон — Возвращение идиота
  - Annalherbe — Kleinun

## Лауреаты премии «Лучший сценарист» 2000—2009
- 2000
  - Аньес Жауи и Жан-Пьер Бакри — На чужой вкус
  - Рафаэль Аскона — Язык бабочек
  - Доминик Молль и Жиль Маршан — Гарри — друг, который желает вам добра
  - Вольфганг Кольхаазе — Легенды Риты
  - Дориана Леондефф и Сильвио Сольдини — Хлеб и тюльпаны
  - Ираклий Квирикадзе и Нана Джорджадзе — 27 украденных поцелуев
- 2001
  - Данис Танович — Ничья земля
  - Жан-Луи Милези и Робер Гедигян — В городе все спокойно
  - Этторе Скола, Сильвия Скола, Джакомо Скарпелли и Фурио Скарпелли — Нечестная конкуренция
  - Ачеро Маньяс — Шарик
  - Михаэль Ханеке — Пианистка
  - Лоран Канте и Робен Кампийо — Тайм аут
- 2002
  - Педро Альмодовар — Поговори с ней
  - Кшиштоф Кесьлёвский и Кшиштоф Песевич — Рай
  - Тонино Бенаквиста, Жак Одиар — Читай по губам
  - Пол Гринграсс — Кровавое воскресенье
  - Франсуа Озон — 8 женщин
  - Аки Каурисмяки — Человек без прошлого
  - Пол Лаверти — Милые шестнадцать лет
- 2003
  - Бернд Лихтенберг — Гуд бай, Ленин!
  - Ларс фон Триер — Догвилль
  - Стивен Найт — Грязные прелести
  - Ханиф Курейши — История матери
  - Душан Ковачевич — Профессионал
  - Сандро Петралья и Стефано Рулли — Лучшие из молодых
- 2004
  - Аньес Жауи и Жан-Пьер Бакри — Посмотри на меня
  - Педро Альмодовар — Дурное воспитание
  - Фатих Акин — Головой о стену
  - Жан-Люк Годар — Наша музыка
  - Алехандро Аменабар и Матео Хиль — Море внутри
  - Пол Лаверти — Нежный поцелуй
- 2005
  - Хани Абу-Ассад и Беро Бейер — Рай сегодня
  - Михаэль Ханеке — Скрытое
  - Дани Леви и Хольгер Франке — Знакомство с Цукерами и Братья
  - Андерс Томас Йенсен — Адамовы яблоки
  - Марк О’Халлоран — Адам и Пауль
  - Кристи Пую и Разван Рэдулеску — Смерть господина Лазареску
- 2006
  - Флориан Хенкель фон Доннерсмарк — Жизнь других
  - Педро Альмодовар — Возвращение
  - Пол Лаверти — Ветер, который качает вереск
  - Корнелиу Порумбою — 12:08 к востоку от Бухареста
- 2007
  - Фатих Акин — На краю рая
  - Питер Морган — Королева
  - Кристиан Мунджиу — 4 месяца, 3 недели и 2 дня
  - Эран Колирин — Визит оркестра
- 2008
  - Маурицио Брауччи, Уго Кити, Джованни Ди Грегорио, Маттео Гарроне, Массимо Гаудиозо и Роберто Савиано — Гоморра
  - Суха Арраф и Эран Риклис — Лимонное дерево
  - Ари Фольман — Вальс с Баширом
  - Паоло Соррентино — Изумительный
- 2009
  - Михаэль Ханеке — Белая лента
  - Джованни Ди Грегорио — Праздничный обед жарким летом
  - Саймон Бофой — Миллионер из трущоб
  - Жак Одиар и Тома Бидеген — Пророк

## Лауреаты премии «Лучший сценарист» 2010—2017
- 2010
  - Роберт Харрис и Роман Полански — Призрак
  - Хорхе Геррикаэчеварриа и Даниэль Монсон — Камера 211
  - Самуэль Маоз — Ливан
  - Раду Михайляну — Концерт
- 2011
  - Жан-Пьер Дарденн и Люк Дарденн — Мальчик с велосипедом
  - Андерс Томас Йенсен — Месть
  - Аки Каурисмяки — Гавр
  - Ларс фон Триер — Меланхолия
- 2012
  - Тобиас Линдхольм и Томас Винтерберг — Охота
  - Михаэль Ханеке — Любовь
  - Кристиан Мунджиу — За холмами
  - Оливье Накаш и Эрик Толедано — 1+1
  - Роман Полански и Ясмина Реза — Резня
- 2013
  - Франсуа Озон — В доме
  - Паоло Соррентино и Умберто Контарелло — Великая красота
  - Том Стоппард — Анна Каренина
  - Джузеппе Торнаторе — Лучшее предложение
  - Феликс Ван Грунинген и Карл Йос — Разомкнутый круг
- 2014
  - Павел Павликовский и Ребекка Ленкевич — Ида
  - Эбру Джейлан и Нури Бильге Джейлан — Зимняя спячка
  - Жан-Пьер Дарденн и Люк Дарденн — Два дня, одна ночь
  - Стивен Найт — Лок
  - Андрей Звягинцев и Олег Игоревич Негин — Левиафан
- 2015
  - Йоргос Лантимос и Эфтимис Филиппу — Лобстер
  - Раду Жуде и Флорин Лэзэреску — Браво!
  - Алекс Гарленд — Из машины
  - Эндрю Хэйг — 45 лет
  - Рой Андерссон — Голубь сидел на ветке, размышляя о бытии
  - Паоло Соррентино — Молодость
- 2016
  - Марен Аде — Тони Эрдманн
  - Пол Лаверти — Я, Дэниел Блейк
  - Эмма Донохью — Комната
  - Кристиан Мунджиу — Выпускной
  - Томаш Василевский — Соединенные штаты любви
- 2017
  - Рубен Эстлунд — Квадрат
  - Ильдико Эньеди — О теле и душе
  - Йоргос Лантимос и Эфтимис Филиппу — Убийство священного оленя
  - Андрей Звягинцев и Олег Игоревич Негин — Нелюбовь
  - Франсуа Озон — Франц